# Ładownica (górnictwo)
Ładownica (górnictwo) – pojemnik do bezpiecznego przenoszenia górniczych zapalników elektrycznych. Wymagają dopuszczenia Wyższego Urzędu Górniczego.